# کیتلین استیسی
کیتلین استیسی (به انگلیسی: Caitlin Stasey) (زاده ۱ می ۱۹۹۰) بازیگر و خواننده استرالیایی است.
از کارهای معروف او می‌توان به بازی در فیلم فردا، وقتی جنگ آغاز شد و شرکت ترس اشاره کرد.